# آيكو ايتو
آيكو ايتو (باليابانية: いとうあいこ) هي ممثلة يابانية، ولدت في 24 أكتوبر 1980 في يوكوهاما في اليابان.

## وصلات خارجية
- آيكو ايتو على موقع IMDb (الإنجليزية)
- آيكو ايتو على موقع ميوزك برينز (الإنجليزية)
- آيكو ايتو على موقع قاعدة بيانات الفيلم (الإنجليزية)